# سید محمدحسین فضل‌الله
سیّد محمّدحسین فضل‌الله (۱۶ نوامبر ۱۹۳۵، نجف – ۴ ژوئیه ۲۰۱۰ بیروت) از مراجع تقلید شیعه در لبنان بود.
فضل‌الله یک بار در سال ۱۹۸۴ میلادی از طرف آمریکا با عملیات تروری ناموفق روبه‌رو شد.
او هیچگاه هیچ مسئولیت سیاسی در هیچ حزبی را بر عهده نگرفت. فضل‌الله از حامیان انقلاب ۵۷ بود و آن را به دیدهٔ عزت مسلمانان نگاه می‌کرد.
به ادعای دویچه‌وُله، وی پس از درگذشت خمینی و شروع رهبری خامنه‌ای با مسئله مرجعیت خامنه ای و صلاحیت وی برای رهبری نظام اسلامی در ایران مخالفت کرده و ارتباطش با تهران تا مدت‌ها همراه با تنش بود. به گزارش بی‌بی‌سی، از وی به عنوان «پدر واقعی حزب‌الله یاد می‌شود»

## رابطه با جمهوری اسلامی ایران
سید علی فضل‌الله فرزند فضل‌الله، با رد گزارش‌های بی‌بی‌سی و العربیه و سی‌ان‌ان، اختلافات بین پدرش و مقامات ایرانی را رد کرد و وجود اختلافات دیدگاه در مسائل فقهی و فتواها در بین مراجع را طبیعی دانسته‌است.
همچنین نقل قولی از وی شده‌است که وی در آن از خامنه‌ای به عنوان مرجعی الگو یاد می‌کند و می‌گوید: «یکی از ویژگی‌های آیت‌الله خامنه‌ای این است که مرجعی آشنا با پیچیدگی‌های محیط اجتماعی هستند و مدل برخورد ایشان با مسائل اجتماعی برای همه علمای مسلمان و مصلحان دینی الگو است.»
اما از سوی دیگر، اکبرین شاگرد او ادعا می‌کند فضل‌الله معتقد خامنه‌ای فقیه نیست. وی گاهی یادآوری می‌کرد شخصاً و قبل از درگذشت سید روح‌الله خمینی از سید علی خامنه‌ای شنیده‌بود که او در پاره‌ای از مسائل فقهی مثل موسیقی تابع نظر منتظری است. فضل‌الله می‌گفت: «چگونه کسی که در پاره‌ای از مسائل تا قبل از درگذشت آیت‌الله خمینی مقلد بوده، ناگهان تبدیل به مرجع تقلید شیعیان می‌شود؟»
به گفتهٔ اکبرین، او این موضوع را یک موضوع سیاسی می‌دانست و سیاسی کردن یک موضوع فقهی را به ضرر مرجعیت و جایگاه تاریخی و سنتی آن می‌دانست. وی علی‌رغم فشارهایی که از طرف ایران وارد می‌شد، هرگز سخنی در تأیید جایگاه فقهی و ولایت خامنه‌ای بر زبان نیاورد، اما معتقد بود انتقاد علنی از این موضوع می‌تواند جایگاه انقلاب اسلامی در میان مسلمانان جهان را تضعیف کند.
فضل‌الله در بخشی از پاسخ خود به پرسشی دربارهٔ اعتراض‌هایی که به مرجعیت او شده‌است، می‌گوید، یکی از عامل‌های مخالفت با مرجعیت خود را مرجعیت خامنه‌ای در ایران خوانده و گفته برخی دستگاه‌ها مخالف بودند مرجعیت [شیعیان لبنان] از ایران خارج شود و همچنین به دلیل رویکرد باز سیاسی و فرهنگی من نمی‌خواستند چنین شود. وی می‌افزاید: البته شاید خود آقای خامنه‌ای مسئول این موضوع نباشد ولیکن دستگاه‌های مرتبط چنین نظری داشته‌اند.

### حمایت از جمهوری اسلامی در پیاعتراضات سال ۸۸
فضل‌الله این رویدادها را توطئه آمریکا برای براندازی حکومت ایران دانسته‌بود.
او با رد حمایت علما از معترضان انتخاباتی بیان می‌کند:
غالب علما از جمله مراجع با حاکمیت و دولت هستند و به گونه‌ای که در سطح خیابان‌ها مؤثر باشد، در کارهای سیاسی دخالت نمی‌کنند. آری ممکن است بعضی از مراجع مانند آقای منتظری که از پدران و ناظران انقلاب بود، از همان ابتدا با رهبری و ولایت مخالف بودند. اینان از پشتوانه مردمی برخوردار نیستند و نمی‌توانند در بین مردم جایی داشته باشند و مسئله را طبق نظر خود به جریان اندازند. از این رو تأثیر علما تأثیر مستقیم نیست بلکه بیش از این که تأثیری سیاسی باشد، تأثیر معنوی دارند."

## فعالیت‌های اجتماعی
در سال ۱۳۸۰ق «جماعة العلماء» نجف مجله‌ای فرهنگی ـ اسلامی را راه‌اندازی کردند که سید محمد حسین فضل‌الله در کنار سید محمد باقر صدر و شیخ محمد مهدی شمس‌الدین از مدیران آن بود و سرمقاله‌های دوم این مجله را با عنوان «کلمتنا» (سخن ما) قلم می‌زد.. سرمقاله نخست اولین سال انتشار این مجله را سید محمد باقر با عنوان «رسالتنا» (رسالت ما) نوشته شده‌است.
سید فضل‌الله به مدت شش سال به نگارش مقاله و تألیف کتاب ادامه داد. حاصل این رایزنی‌ها و هم‌فکری‌های فضل‌الله و صدر، پیدایش نخستین جنبش اسلامی شیعی در عراق با نام حزب الدعوة الاسلامیة بود. سید فضل‌الله کتاب‌های «قضایانا علی ضوء الاسلام» و «اسلوب الدعوة فی القرآن» را در چنین مرحله‌ای نوشته‌است.
وی پس از بازگشت به لبنان در سال ۱۹۶۶م فعالیت‌های علمی، فرهنگی و اجتماعی گسترده‌ای را در لبنان به راه انداخت.
او با برگزاری جلسات تفسیر و وعظ دینی و اخلاقی و برنامه‌های پاسخ به پرسش‌ها ـ که هنوز هم به صورت منظم تداوم دارد ـ توانست تحول عظیمی در چندین نسل پدید آورد و چنان‌که خود می‌گوید: افتخار تربیت غالب نیروهای مبارز و فعالان مذهبی شیعه را از آن خود نماید.
تأسیس حوزه علوم دینی با نام «المعهد الشرعی الاسلامی» با هدف پرورش طلاب علوم دینی بخش دیگری از فعالیت‌های فرهنگی و علمی سید محمد حسین فضل‌الله است. وی در این مدرسه تدریس درس خارج اصول و فقه را برعهده دارد. بسیاری از شخصیت‌های جنبش مقاومت اسلامی لبنان تربیت شده این مدرسه هستند. شیخ راغب حرب از نخستین طلاب این مدرسه بود.
وی علاوه بر «المعهد الشرعی» که در شهر بیروت واقع است، حوزه علمیه ویژه زنان را نیز در بیروت و حوزه‌ای نیز در صور و حوزه المرتضی در دمشق (سیده زینب) را تأسیس کرده‌است.

## تالیفات
- دشواره‌های فهم اجتهادی شریعت ترجمه الاجتهاد بین اسر الماضی و آفاق المستقبل: این کتاب دربردارنده مجموعه مقالات و گفت و گوهایی در مورد مسایل مربوط به فلسفه آفرینش تا وحدت اسلامی و مسایل زنان و جوانان و اصلاح حوزه‌ها و نو اندیشی فقهی می‌شود.
- فقیه و امت: تاملاتی در اندیشه انقلابی و سیاسی و روش اجتهادی امام خمینی (ره)

تأملی چند بر عملکرد قدرت در دولت اسلامی، نگرشی بر شیوه اجتهادی امام خمینی (ره)، تنوع اجتهاد در دولت اسلامی از دیدگاه امام خمینی (ره)، نگرشی بر اندیشه سیاسی و حرکتی امام خمینی (ره) از جمله محورهای این کتاب است.
- کیمیای نظر: تأملی در مبانی نظری جنبش‌های اسلامی

## برخی از آرا

### ولایت فقیه
فضل‌الله ولایت مطلقه فقیه را باطل می‌دانست.
همچنین وی در این باره می‌گوید:
من به ولایت مطلق فقیه اعتقاد ندارم؛ ولی به این اعتقاد دارم که در اسلام اصلی وجود دارد و آن حفظ نظم جامعه و حفظ نظم امنیتی و اقتصادی و اجتماعی است. اگر حفظ این نظام به این متوقف باشد که ولی فقیه و مشاورانش حکومت را به دست بگیرد، ما آن را قبول داریم. اما اگر حفظ این نظام متوقف به آن نباشد، می‌توانیم شخص امین و مخلص و مشاوران متخصصی را برگزینیم که به او در اداره امور دولت کمک کنند و در نتیجه به ولایت فقیه نیازی نیست.
او همچنین در مصاحبه‌ای گفته:
با ولایت فقیه در ایران موافق است، چون ولایت فقیه در ایران با نظام جمهوری اسلامی سازگار است؛ اما با ولایت فقیه در لبنان مخالف است، چون با واقعیت‌های سیاسی در آن‌جا سازگار نیست.

### زنان
فضل‌الله معتقد بود «زن در طول تاریخ مظلوم بوده‌است، با وجود این‌که عقلش مثل مرد است و توانایی‌اش مثل توانایی مرد ولی از صحنه معرفت و تجربه کنار گذاشته شده و بازیچه و کنیز مرد در نظر گرفته شده‌است».
وی دربارهٔ بخشی از حقوق زنان چنین فتواهایی را مطرح کرده بود:
زن بالغه و رشیده، مثل مرد بالغ و رشید است و هر کدام از آن دو در مسائل مالی زندگی، شخصیت قانونی مستقلی دارند.
نظر فقهی ما این است که زن بالغه و رشیده در مورد ازدواج خود از پدر و جد پدری و برادر خود مستقل است، مثل مرد بالغ و رشید. هرچند که بعضی‌ها با این نظر مخالف ما هستند. اما مسئله مشورت گرفتن از پدر، جنبه استحبابی دارد و الزامی نیست.
زن حق دارد به عنوان دفاع از خود، خشونت شوهرش را پاسخ بگوید.
جایز نیست مرد با سوء استفاده از ضعف زنش علیه او دست به خشونت بزند.
او زنان را «تشویق» کرده بود ورزش‌های قدرتی یاد بگیرند تا بتوانند از خودشان دفاع کنند.

### رویداد خانه فاطمه
فضل‌الله، علی‌رغم تأیید احادیث مظلومیت فاطمه زهرا دختر محمد بن عبدالله، حمله به خانه علی بن ابی طالب و تهدید به آتش‌زدن آن و معتبر و متواتر دانستن این احادیث، در این حادثه مثل شکستن پهلوی فاطمه تشکیک کرده و دفتر وی در پاسخ به سؤالی درباره انکار رویداد خانه فاطمه زهرا توسط فضل‌الله این‌گونه پاسخ می‌دهد:«ایشان مظلومیت حضرت زهرا را انکار نمی‌کند اما جزئیات حادثه نیازمند تأیید اسناد روایات و بررسی حادثه است» همچنین در پاسخ به سؤال دیگری پیرامون همین موضوع می‌گوید: «ایشان مورد ظلم واقع‌شدن حضرت زهرا و محاصره‌شدن خانه‌اش و تهدید به آتش زدن آن و غصب حق خلافت از علی توسط دو خلیفه ابوبکر و عمر را تأیید می‌کند، اما منابع به‌طور قطعی در اثبات روی‌دادن سائر جزئیات این حادثه به ما کمک نمی‌کند.»
سید جعفر مرتضی عاملی در نقد سخنان وی، کتابی با عنوان ماساة الزهرا تالیف نمود.

## دیدار با نوام چامسکی
فضل‌الله در خرداد ۱۳۸۹ با نوام چامسکی، زبان‌شناس و اندیشمند آمریکایی دیدار کرد.

## درگذشت
سید حسین فضل‌الله در ۱۳ تیر ۱۳۸۹ درگذشت و در لبنان دفن شد.
تعدادی از علما و مراجع شیعه در وفات فضل‌الله پیام تسلیت صادر کردند از جمله سید علی خامنه‌ای رهبر ایران، که وی را عالم مجاهد خوانده‌بود. وی در پیام خود گفت: «این عالم بزرگوار و سختکوش، در عرصهٔ دین و سیاست، شخصیتی اثرگذار بود و لبنان تا سالهای طولانی، خدمات و برکات او را از یاد نخواهد برد. مقاومت اسلامی لبنان که دارای حق عظیمی بر امت اسلامی است در همهٔ عمر با برکت خود، مشمول حمایت و همکاری و کمک این روحانی مجاهد بود، ایشان همچنین برای جمهوری اسلامی یاوری با اخلاص و صمیمی به‌شمار می‌رفت و در همهٔ دوران سی ساله همواره در زبان و عمل، وفاداری خود را به انقلاب اسلامی و نظام جمهوری اسلامی به اثبات رسانید.» 